# Reserva natural d'Altai

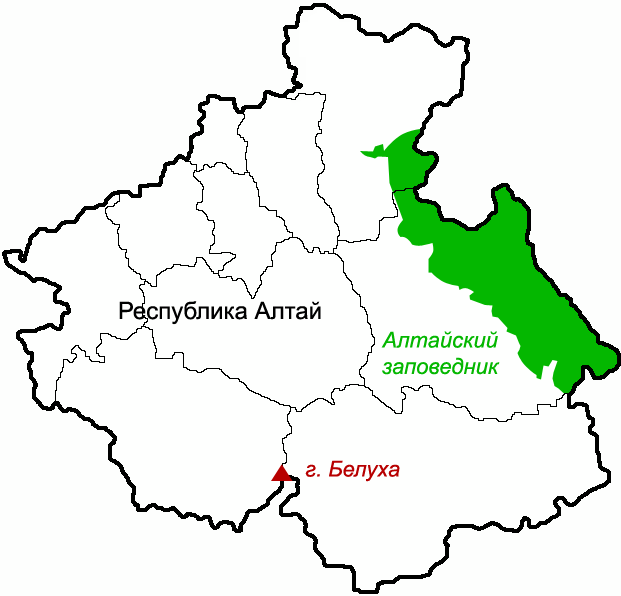
Els límits de la reserva d'Altai, República de l'Altai.

La reserva natural d'Altái (en rus: ru, ru, Altaïski zapovednik) és una reserva natural de l'Estat situada a la federació de Rússia, a les muntanyes de Sibèria meridional. Va ser instituïda el 7 d'octubre de 1967 en els límits de l'antiga reserva fundada l'any 1932 i suprimida l'any 1951, Forma part dels territoris administratius del raion de Turotchak i del raion d'Ulagan, dependents de la República de l'Altai. S'estén des de 1981 sobre 881 238 hectàrees, en una longitud nord-oest i sud-est de 230 quilòmetres i una amplària de 30 a 75 quilòmetres.
Els territoris de la reserva natural d'Altai i els de la reserva natural de Katun van ser inclosos l'any 1998 en la llista de Patrimoni de la Humanitat per la Unesco sota la denominació Muntanyes Daurades de l'Altai i l'any 2009 triats com a Reserva de la Biosfera. És una de les reserves més importants de Rússia, perquè cobreix un 9,4% de la superfície total de la república de l'Altai.

## Situació
Situada al sud de Sibèria, la serralada de l'Altai és el massís muntanyós més important de la regió biogeogràfica de Sibèria Occidental i la capçalera dels dos rius més cabalosos d'aquesta, l'Obi i el Irtich. El lloc comprèn tres parts diferenciades: la zona d' Zapovednik Altaisky amb una àrea de protecció al voltant del llac de Teletskoie; la zona d'Zapovednik Katunsky amb una àrea de protecció al voltant del mont Belukha; i la zona silenciosa d'Ukok, situada a l'altiplà del mateix nom. El lloc, que abasta una superfície total de 1.611.457 hectàrees, ofereix la seqüència més completa de zones vegetals d'altura de tota la Sibèria Central: estepa, bosc-estepa, bosc mixt, vegetació subalpina i vegetació alpina. També és un hàbitat de gran importància per a la conservació d'algunes espècies en perill d'extinció, en particular la pantera de les neus.
El gran refugi de vida natural de Sijote-Alín fou creat pe preservar la seva vida salvatge. L'any 2001, la Unesco va inscriure Sijote-Alin com Reserva de la Biosfera. Tres són els elements d'aquest lloc natural, Patrimoni de la Humanitat:
| Codi    | Nom                                                                                                  | Lloc                 | Coordenades                                          | Superfície | Imatge |
| 768-001 | Reserva natural d'Altai (Altaisky Zapovednik) i zona de protecció del llac Telétskoye                | República de l'Altai | 51° 29′ 50″ N, 87° 42′ 40″ E / 51.49722°N,87.71111°E | 965753 Ha  |        |
| 768-002 | Reserva natural de Katun (Katunsky Zapovédnik) i zona de protecció al voltant de la muntanya Belukha | República de l'Altai | 49° 40′ 00″ N, 86° 00′ 00″ E / 49.66667°N,86.00000°E | 392800 Ha  |        |
| 768-003 | Zona de silenci d'Ukok que es troba a l'altiplà d'Ukok                                               | República de l'Altai | 49° 22′ 00″ N, 87° 30′ 00″ E / 49.36667°N,87.50000°E | 252904 Ha  |        |

La reserva cobreix una àrea de 16,175 km².

## Galeria d'imatges

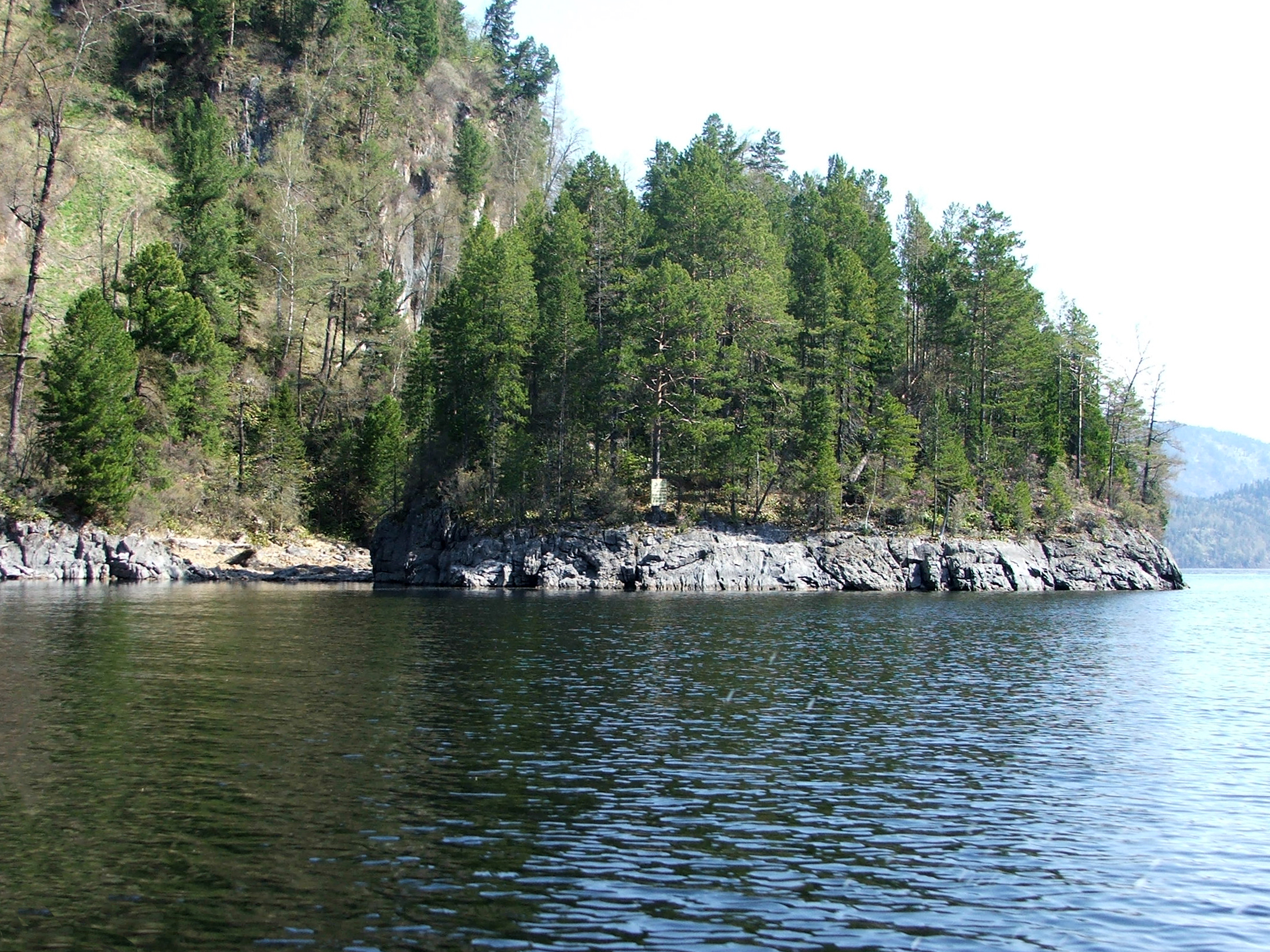
Paisatge d'Altai
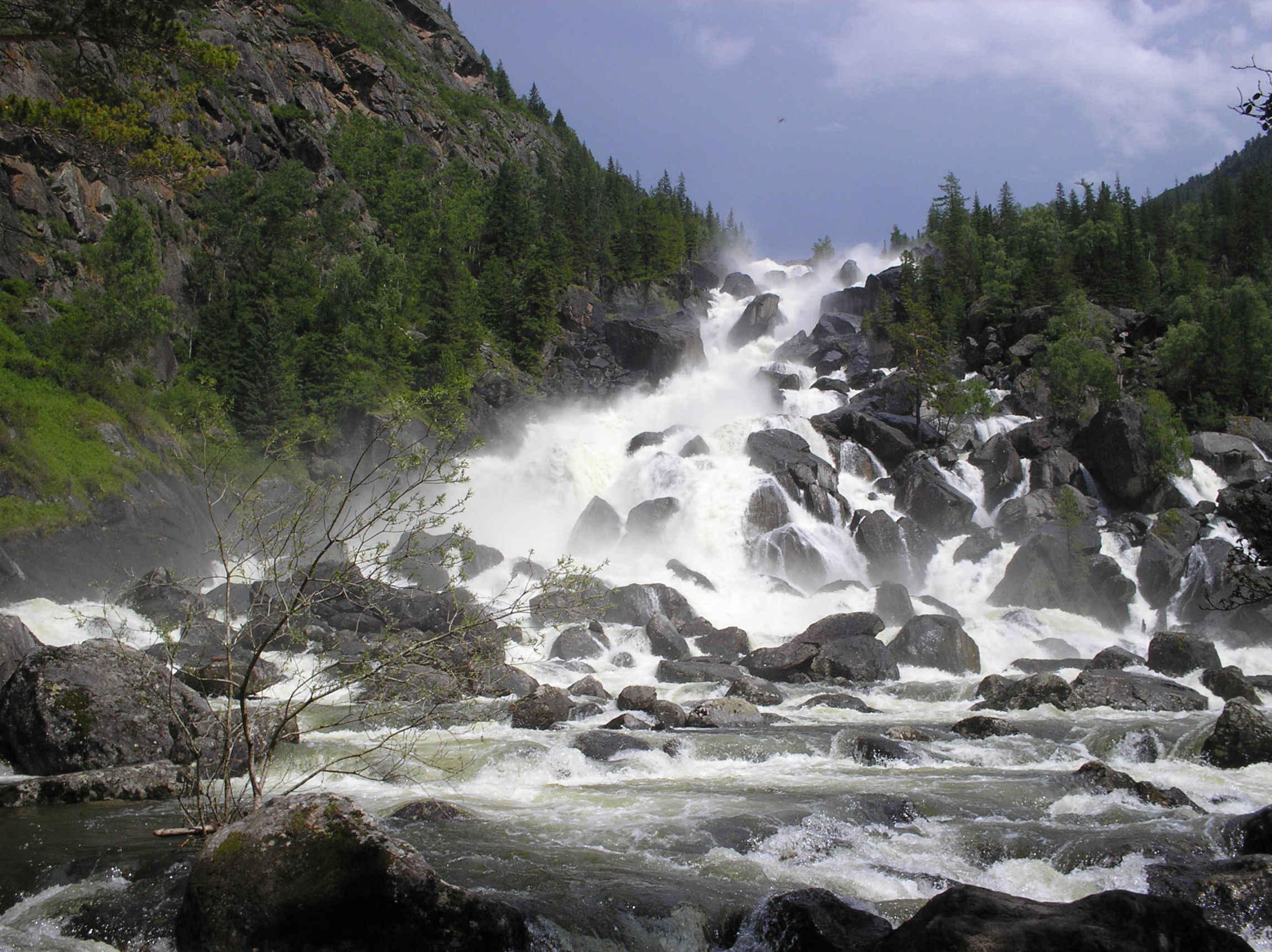
Cascada d'Utxar
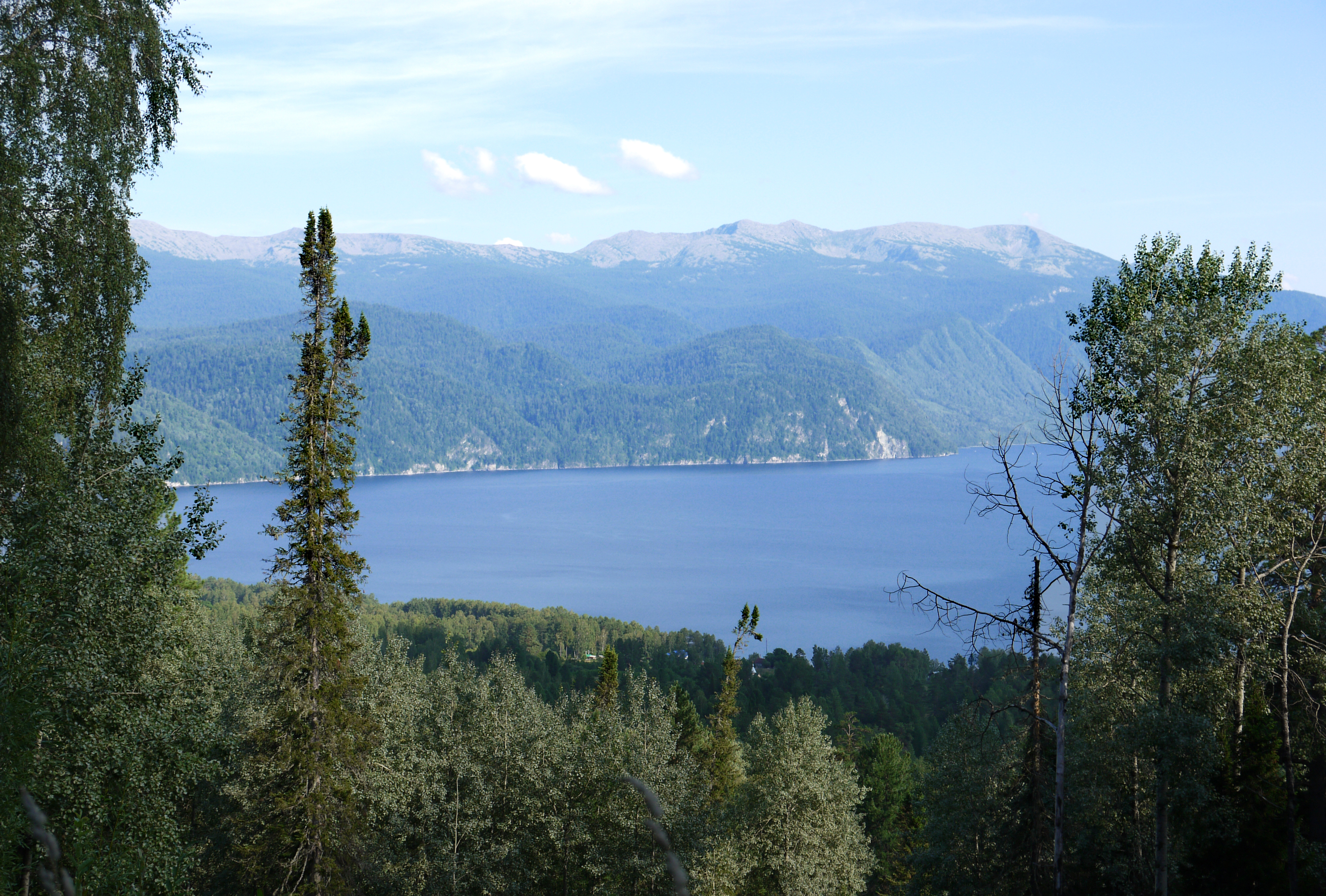
Paisatge